# Ormosia inaperta
Ormosia inaperta is een tweevleugelige uit de familie steltmuggen (Limoniidae). De soort komt voor in het Palearctisch gebied.